# 朝鮮人民軍総参謀部偵察局
朝鮮人民軍総参謀部偵察局（조선인민군총참모부 정찰국）は、かつて存在した朝鮮民主主義人民共和国（北朝鮮）の朝鮮人民軍総参謀部隷下である軍事諜報機関。ロシアのGRUに相当する機関。
偵察局は、特殊部隊を管轄する軽歩兵教導指導局（特殊第8軍団）に比べれば余り知られていないが、1996年の江陵浸透事件で注目をうけることになった。過去に遡れば、1982年のラングーン事件も、偵察局要員の所業と知られている。これのみならず、DMZを突破して浸透する「武装共匪」の内、相当数が偵察局要員である。
偵察局は、武装工作員の派遣や軍事情報の収集などを行っていたが、2009年の情報機関改革で、朝鮮労働党作戦部と党対外情報調査部と統合して、人民武力部傘下に朝鮮人民軍偵察総局が発足したことにより、発展的に解消した。

## 機構
偵察局長は上将、副局長は中将、各処長は少将級とされていた。偵察局は、計8個部（又は処）で構成されていた。
- 政治処
- 情報処
- 特殊処
- 技術処（ラジオ）
- 訓練計画処
- 民警処
- 海上処
- 写真参謀処

## 活動
技術処は、SIGINT部署として韓国軍の軍事通信情報を広範囲に収集していた。北朝鮮は、先端装備の不足により人的情報（HUMINT）収集に主として依存しているが、他の情報収集手段を放棄しているのではない。1996年まで、北朝鮮は、ロシアの諜報衛星写真を定期的に購入していたとされ、比較的容易な通信傍受等は、自主的に遂行していた。偵察局所属として、外国語教育機関である鴨緑江大学も運営していた。偵察局は、朝鮮戦争当時から存在した部署だが、朝鮮戦争当時の秘密工作に関して公開されたことがない。第8師団に対する虚偽後退命令等、韓国が受けた多くの欺瞞作戦の背後に偵察局が正にある可能性がある。 
1991年の湾岸戦争当時、総参謀部偵察局は、アメリカのイラク攻撃開始24時間前に攻撃を正確に予測したことがあるという（大韓毎日新聞1999年3月23日付）。